# Ширстрек

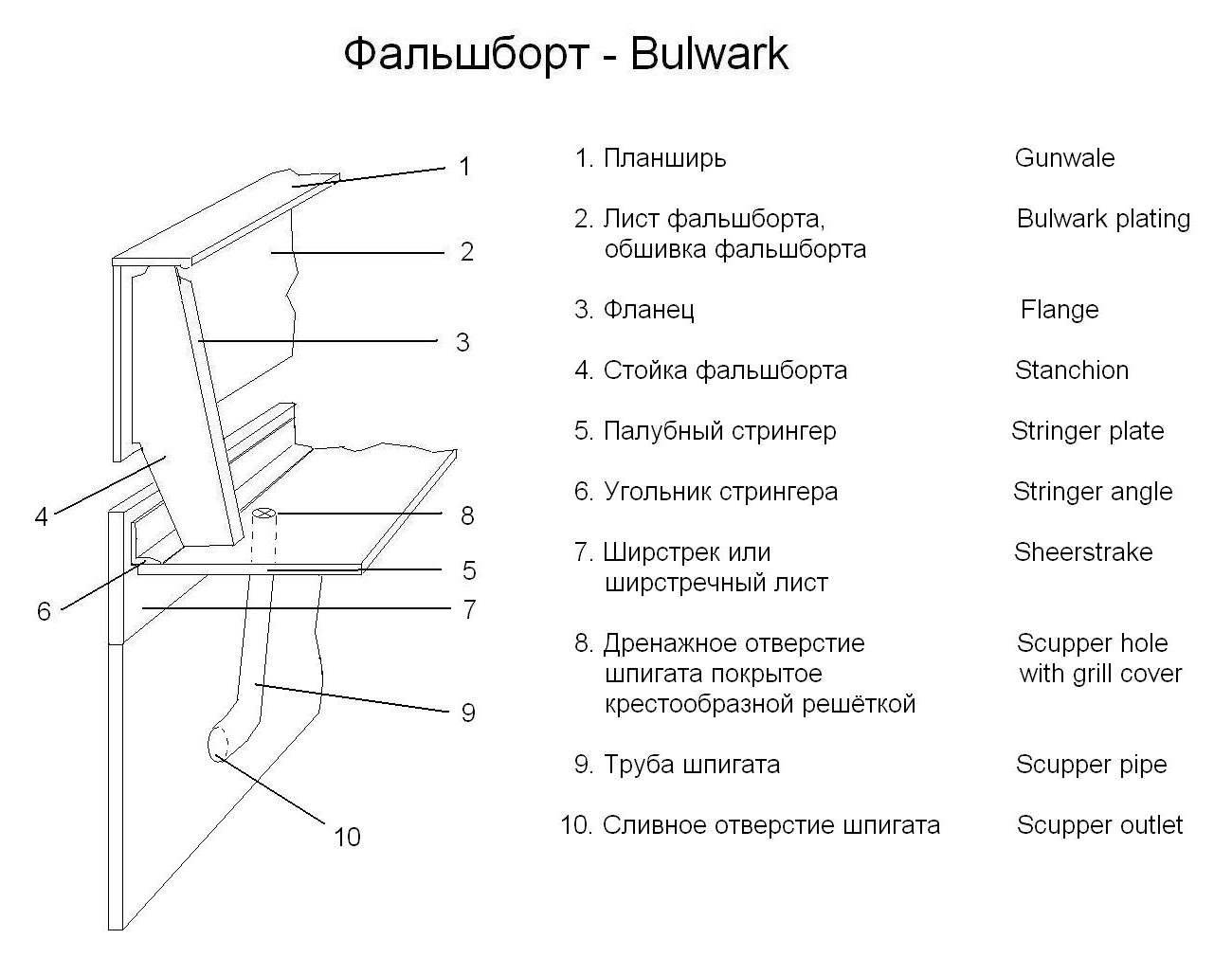
Тут за номером 7 ширстречний пояс чи ширстрек.

Ширстре́к, ширстречний пояс (від англ. sheerstrake — «пояс сідлуватості») — верхній пояс зовнішньої обшивки корпусу судна, який торкається головної палуби. Вище ширстрека знаходиться фальшборт (або релінг, леєр).
Ширстречний пояс є однією з основних поздовжніх в'язей корпусу судна, і тому його роблять товще інших поясів обшивки з метою збільшення загальної міцності корабля (судна).